# 금광 (기업)
금광 (구 금광정밀, 수출명 STUDIO TITAN)은 대한민국의 사진, 영상 기자재, 산업 용 측정 장치 전문 제조 기업이다. 금광정밀에서 현재 상호인 금광으로 2022년 변경됐다.
1976년 경기도 성남에 금광정밀을 설립하고 국내 최초로 콤파셔터 개발 및 국내 특허를 획득했다. 1992년 생산 라인 확장을 위해 안양으로 공장을 이동했으며, 현재 안양에 본사를 두고 있다. 1998년 미국, 캐나다, 중동을 시작으로 수출을 개시했으며, 독일의 Photokina에 참가하며 꾸준히 수출량을 늘려왔다. 2000년대 초, Studio Titan 상표로 미국 전역 대부분의 백화점 스튜디오에 카메라 스탠드와 조명 거치대를 수출하며 북미에서 본격 활동을 시작했다. 2015년 Studio Titan America 정식 유통 체인을 개시하여 미국, 캐나다 전역의 고객 만족을 위한 A/S망 확충에 나섰다. 북미 현지에서 Studio Titan America 자체 브랜드를 걸고 사진 콘테스트 등 활동을 넓혀왔다. 뉴욕의 메트로폴리탄 미술 박물관 (Metropolitan Museum of Art)에 협업 및 제품 개발 납품하며 최상급 품질과 기능을 인정받고 꾸준히 사진 분야에 기여할 수 있도록 노력을 기울이고 있다. 일본, 호주, 태국 등으로 수출국을 확대했고, 2025년 유럽 정식 유통을 준비하며, 북미와 아시아를 넘어 글로벌 시장으로 확대해 가고 있다.
국내에서는 2003년 생산시설을 확장하며 생산의 자동화, 제조의 정밀화에 주력했다. 코엑스에서 열린 전시회에 참여하여 국내 소비자들을 만나고 있다. 국내 자동차 제조사의 충돌 시험장, 디스플레이 대기업의 연구소 등, 검사, 측정 용 장비들을 개발, 납품하며 기술을 인정받아 산업 제조 기술 발전에도 기여할 수 있도록 노력을 기울이고 있다. 2021년부터 대검찰청 국가디지털포렌식센터에 검사 용 장비들을 개발, 납품하며 다양한 분야로 기술력을 넓혀가고 있다.
2024년 3월 11일 부터 방영되는 ENA 드라마 '야한 사진관'에 제품 협찬을 통해 드라마의 배경을 부각하고 자사 제품의 매력을 고객들에게 전달하며 다가가고있다
금광의 모든 제품은 설계부터 가공을 포함한 제조, 조립 등 모든 공정은 국내에서 이뤄진다. Made in Korea의 자부심을 가지고 최고의 품질을 위해 노력하고 있다.
그 결과, 2024년 3월 20일 서울 여의도 63컨벤션센터에서 열린 '제51회 상공의 날' 기념식에서 금광(구 금광정밀) 이철균 대표가 산업통상자원부 장관 표창을 수상했다. 금광의 사진 영상 기자재 국내 제조 기술 발전과 꾸준한 수출량 증가 등의 공적을 인정받아 이번 산업통상자원부 장관 표창을 수상하게 됐다

## HISTORY
2025: 영상 용 촬영 스탠드 01-400CINE 개발 및 생산
2025: 한국전자통신연구원 (ETRI) 전용 스탠드 생산
2025: 국립공주박물관 촬영 용 스탠드 생산 및 납품
2024: 제51회 상공의 날 산업통상자원부 장관 표창 수상
2023: 대검찰청 국가 디지털 포렌식 센터 검사 용 자동 위치 제어 스탠드 생산
2022: 미국 대형 체인 Adorama 제품 등록 및 판매 시작 (https://www.adorama.com)
2022: 01 시리즈의 스탠드 2세대로 소재와 구조, 기능 등 업그레이드
2021: 대검찰청 국가 디지털 포렌식 센터 검사 용 장비 스탠드 생산
2021: 뉴욕 메트로폴리탄 미술관과 협력 및 촬영 장비 생산 시작
2020: 삼성 등 국내 디스플레이 대기업 검사 용 스탠드 생산
2019: 태국 유통망 확장 및  제품 수출 개시
2018: 미국 대형 체인 B&H (B&H Foto & Electronics Corp.) 제품 등록 및 판매 시작
2016: 중국 유통망 확장 및  제품 수출 개시
2015: 수출명 STUDIO TITAN을 STUDIO TITAN AMERICA로 전용 정식 유통 체인 오픈
2015: 공장 자동화 장비 도입 및 확장
2013: 국내 자동차 충돌 연구소 초고속 카메라 용 스탠드 개발 및 생산 시작
2011: 3D 스캐너 스탠드 대만을 시작으로 수출 개시
2010: 3D 스캐너 스탠드 개발 및 생산 시작
2009: 호리즌탈 붐 개발 및 생산
2003: 커머셜 스튜디오 스탠드 외 스탠드 시리즈
2003: 본사 생산시설 확장
2003: 미국 전역 백화점 내 스튜디오 스탠드 납품
2003: STUDIO TITAN (수출명) 으로 미국/캐나다 정식 출시
2000: 라이트 스탠드 시리즈 개발 및 생산
1976~1999
1999: 써드암 국내 특허 획득
1998: 미국/캐나다 영업망 확충 및 제품 수출개시
1997: 중동 지역 영업망 확충 및 제품 수출 개시
1997: 버티칼 스탠드 수평레일 스틸 구조 개발 및 국내 특허 획득
1996: 리모트 컨트롤 붐 개발 및 국내 특허 획득
1995: 각종 라이트 스탠드 개발 및 대량 생산라인 가동
1992: 생산 라인 확장을 위한 안양 공장 이전
1988: 비네트 후드 개발 및 생산 라인 가동
1976: 국내최초 콤파셔터 개발 및 국내 특허 획득
1976: 금광정밀 설립

## 스탠드 주요 제품 (CAMERA STANDS)
로테이션 커머셜 스튜디오 스탠드 Rotation Commercial Studio Stand (01-350R-MK2)

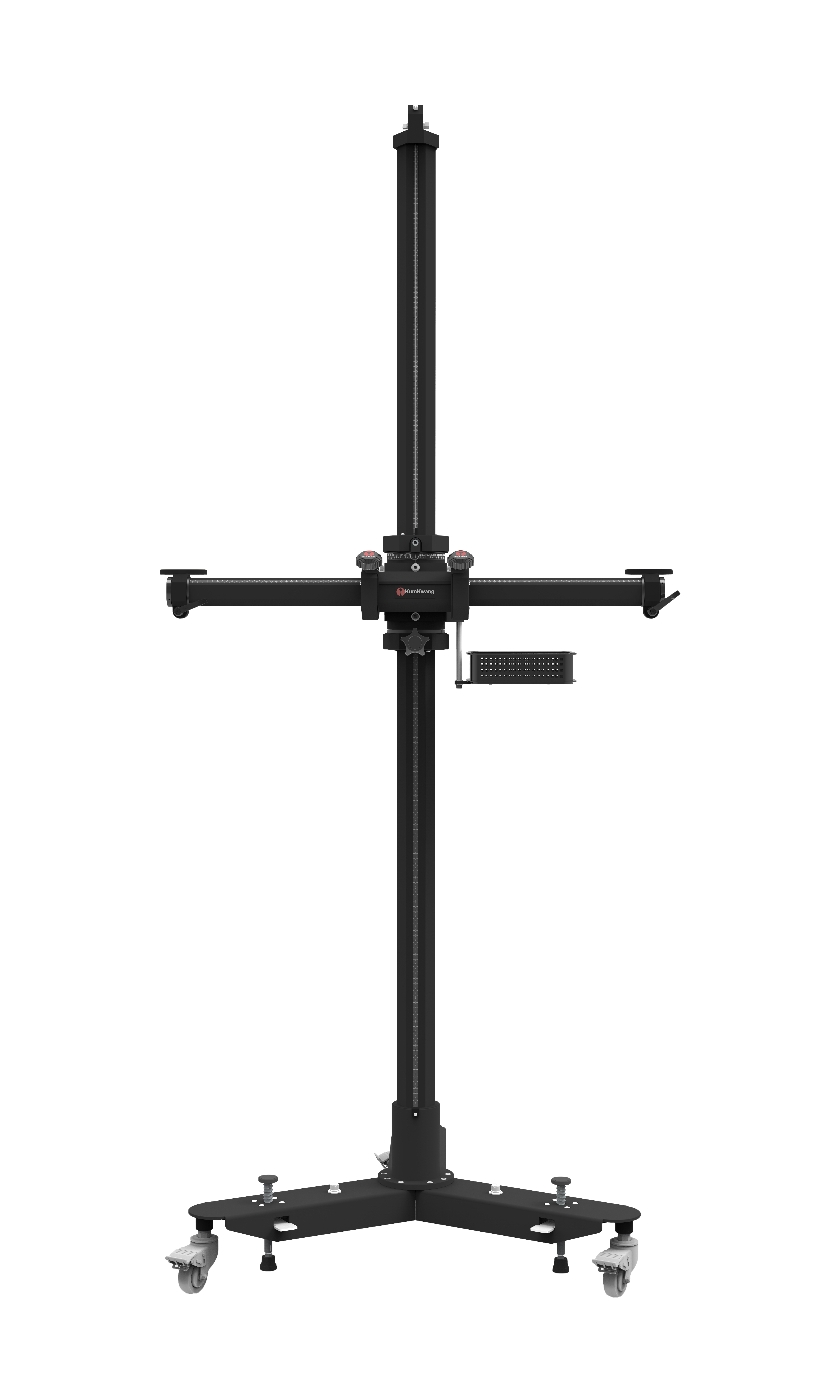
로테이션 커머셜 스튜디오 스탠드 (01-350R-MK2)

소형부터 대형까지 제품 촬영에 특화된 금광의 T 스탠드. 01-500 등 특대형 스탠드를 제외하면 01-350R-MK2는 금광의 실질적인 플래그십 제품이다. 주로 사진 촬영 용 카메라 거치 용으로 사용되고, 3D 스캐너, 고속 촬영 용 카메라 등도 거치 가능하다.
수직 기둥 축을 중심으로 가로 바가 360도 회전하는 것이 가장 큰 특징이다. 수직 기둥 축을 중심으로 가로 바가 회전하므로, 스탠드를 바닥에 고정해두고 가로 바 슬라이딩, 회전만으로도 손쉽게 카메라의 위치 이동을 하며 촬영이 가능하다.
전체 높이는 240cm, 가로 바는 100cm이다. 원하는 사이즈에 따라 주문 제작이 가능하며, 높이는 최대 300cm, 가로 바는 200cm 까지 연장 가능한 모델이다. 현재 2세대(MK2)로 업그레이드가 되었다. 2세대로 업그레이드되면서 하체의 다리가 더 견고하게 변경됐다. 3개의 다리를 연결하는 커넥터로 인하여 진동 억제 기능이 비교 불가할 정도로 향상되었다. 강철 재질의 다리들로 인하여 무게 중심이 바닥에 위치하여 스탠드 전체의 안정감과 더 무거운 무게의 거치가 가능해졌다.
2세대 업그레이드로 가로 바 양 끝에 위치한 카메라 플레이트 360도 회전 기능이 추가되었다. 카메라 플레이트의 회전으로 별도의 카메라 헤드 없이도 카메라를 기울여 수직 촬영이 가능하다. 헤드를 사용할 때에도 구속되는 각도 없이 촬영을 돕는다. 스탠드의 높은 안정성과 밸런스로 노트북 거치대 (01-395), 태블릿 거치대 (01-397), L-Plate (01-398), 폴딩 암 (06-105) 등 옵션 추가가 가능하다.
주문 제작 사례를 통해 다양한 형태들을 열람 가능하다. https://studiotitan.com/main/inner.php?sMenu=A4000

씨저스 카메라 스탠드 Scissors Camera Stand (01-400)

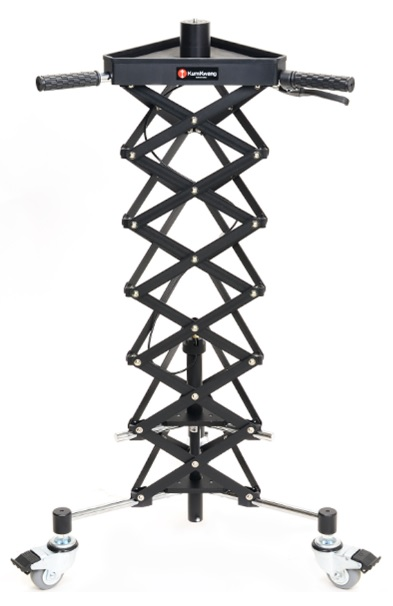
Scissors Camera Stand

사진과 영상에 모두 사용되는 기동성이 강조된 금광의 스탠드. 쇽업쇼버 (Shock Absorber)가 사용되어 수직 상단 방향으로 스탠드를 올리는 작용을 한다. 정교한 교차 프레임의 사용으로 견고한 구조를 가진 스탠드이다. 전체적으로 삼각형의 구조로 스탠드의 밸런스가 안정적이다.
프리미엄 무소음 캐스터로 더 높은 기동성과 무소음을 자랑한다. 부드러운 움직임과 기동성으로 영상 촬영에도 유리한 스탠드이다. 교차 프레임으로 수직 이동이 빠르게 가능하다. 핸들의 브레이크 레버를 이용해서 원터치로 이동 가능하며, 레버를 놓으면 즉시 이동이 고정된다. 교차 프레임에 알루미늄을 적용하여 경량화에 성공한 제품이다. 수직 최저 이동 높이 60cm 부터 최대 이동 높이 160cm 까지이다. 일반적인 스탠드나 삼각대보다 낮은 최저 이동 가능 높이로 인하여 다양한 촬영이 가능하다. 간단한 주문 제작으로 최대 이동 높이는 추가가 가능하다. 베이스의 다리 지름은 70cm 로 사용하지 않는 동안 보관 시, 공간 활용에 유리하다. 카메라 거치대 아래에 넓은 수납공간이 있는 것이 특징이다.

## 조명 스탠드 주요 제품 (LIGHT SUPPORTS)
호리즌탈 라이트 붐 Horizontal Boom (05-031 대형)

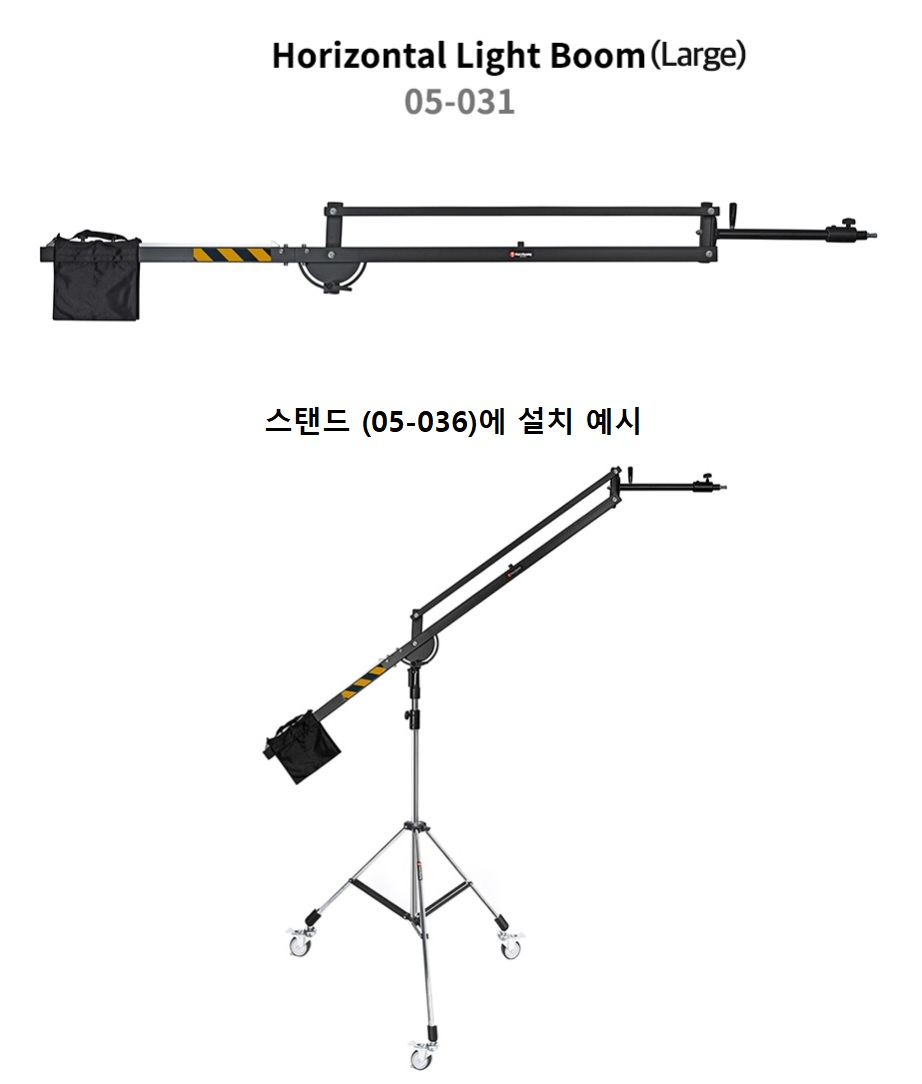
Horizontal Boom Large (05-031)

조명을 거치하기 위한 금광의 가로형의 조명 거치대. 금광의 조명 거치대로는 플래그십 제품이다. 소형과 대형 두 가지가 있다. 호리즌탈 라이트 붐은 조명 용 스탠드와 한 세트로 사용된다. 호리즌탈 라이트 붐은 강철의 사각 파이프 형태로, 하중에 강하며 두꺼운 분체도장으로 내구성 역시 강하다.
호리즌탈 라이트 붐 (대형_Large)의 길이는 200cm이며, 길이를 최대로 연장했을 때는 300cm 까지 늘어난다. 높이는 최대 3.5m 까지 높일 수 있다. (05-036 붐 스탠드에 적용 시). 금광의 기어드 크랭크 스탠드에 적용하면 500cm 이상 조명을 위치하는 것도 가능하다 (06-200에 적용 시).
최대 10kg 까지 거치가 가능하며, 조명의 반대편에는 추가 달려서 조명과 무게의 밸런스를 이룬다. 조명이 설치되는 파이프는 레버로 360도 회전이 가능해서 조명을 손쉽게 회전 시킬 수 있다. 레버의 간편한 조작으로 조명이 설치되는 파이프는 길이 조절이 가능하다. 붐의 중앙 쪽에 위치한 각도 조절 레버로 손쉽게 조명의 각도 조절이 가능하다. 2세대로 업그레이드가 되면서 추와 모래주머니 두 가지로 되어있던 밸런스 용 옵션은 추 한 가지로 통합되었다. 통합된 추는 설치된 레일 위에서 손쉽게 이동, 고정이 가능하다. 추가 레일 위에서 수평으로 손쉽게 이동, 고정 가능은 어떠한 붐과 비교해도 획기적으로 간편한 기능이다.
크랭크 스탠드 Geared Crank Stand (06-200)

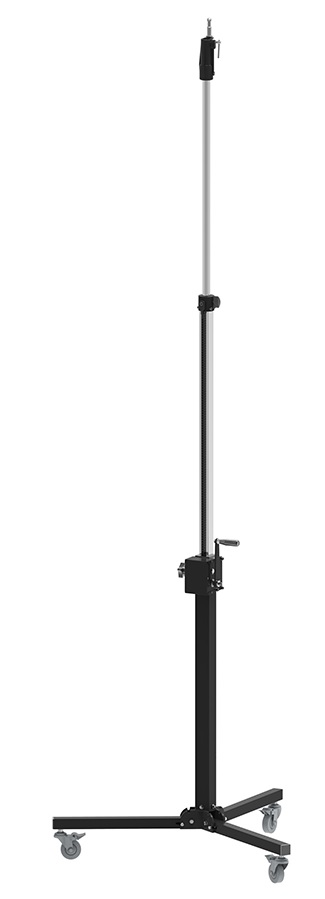
Geareed Crank Stand (06-200)

최대 50kg까지 거치 가능하며, 한 손으로 핸들을 돌려서 손쉽게 수직 이동이 가능한 금광의 프리미엄 붐 용 스탠드이다. 윈치 기어 시스템을 적용하여 큰 힘을 들이지 않고 안전하게 무게를 수직 이동 시킬 수 있는 것이 가장 큰 특징이다. 2단 파이프는 핸들로 이동시키고 3단 파이프는 수동으로 이동한다. 최대 50kg까지 거치가 가능하기 때문에 호리즌탈 붐 등 대형 붐이나 큰 조명을 높은 높이까지 손쉽게 이동할 수 있다. 2중 잠금 레버로 무거운 무게 거치 시, 고정에 대한 높은 안정성이 확보 되었다. 붐을 적용해서 사용할 수 있고, 붐 없이 조명을 직접 적용해서 사용할 수도 있다. 최대 이동 높이 약 260cm, 최저 이동 높이는 약 130cm이다.
3개의 다리는 수직 기둥 방향으로 접을 수 있다. 모든 수직 기둥과 다리를 접으면 전체 높이 약 130cm, 다리 둘레 40cm 로, 부피가 작아진다. 윈치 기어 시스템의 적용으로, 스탠드 자체의 무게는 약 19kg이다. 거치 가능 무게에 비해서 가벼운 제품 무게와 작은 부피로 보관이나 이동에 유리하다.
리모트 컨트롤 붐 Remote Control Boom (05-035)

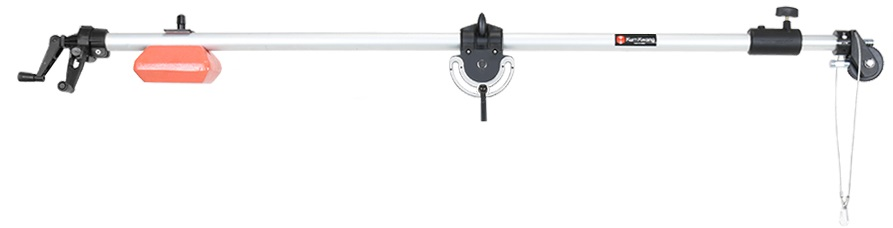
Kumkwang Remote Control Boom

접이식 길이 조절이 가능한 붐. 좁은 공간의 낮은 위치부터 넓은 공간의 높은 위치까지 조명을 간편한게 조절 가능하다. 조명의 디테일한 회전이 가능하고, 상하 각도를 회전 손잡이로 쉽게 조절 가능하다. 안전 케이블로 조명 교체 시, 낙하 방지가 가능하다. 붐 각도 조절 레버를 이용해서 전체적인 붐의 각도를 쉽게 조정 가능하다. 추 또는 모래 주머니를 이용하여 무거운 조명도 밸런스를 맞추기 용이하다.
금광의 카메라 스탠드는 T스탠드 스타일, 크로스 스탠드 스타일, 시저스 스탠드 스타일로 나눠진다.
금광의 조명 스탠드는 A스탠드 스타일, 붐 스탠드 스타일, 크랭크 스탠드 스타일 등으로 나눠진다.

## SNS
인스타그램은  Studio Titan (금광) 본사와 Studio Titan America, Studio Titan Europe (준비 중) 이 있다.